# Essey
 Essey  là một xã ở tỉnh Côte-d’Or trong vùng Bourgogne-Franche-Comté, phía đông nước Pháp. Xã Essey nằm ở khu vực có độ cao trung bình 404 mét trên mực nước biển.